# ロブ・ブラントリー
ロバート・ジェイコブ・ブラントリー（Robert Jacob Brantly , 1989年7月14日 - ）は、 アメリカ合衆国カリフォルニア州サンディエゴ出身のプロ野球選手（捕手）。右投左打。MLBのニューヨーク・ヤンキース傘下所属。

## 経歴

### プロ入り前
2008年のMLBドラフト46巡目（全体1378位）でワシントン・ナショナルズから指名されたが、契約せずにカリフォルニア大学リバーサイド校へ進学した。

### プロ入りとタイガース傘下時代
2010年のMLBドラフト3巡目（全体100位）でデトロイト・タイガースから指名され、プロ入り。

### マーリンズ時代
2012年7月23日にアニバル・サンチェス、オマー・インファンテとのトレードで、ジェイコブ・ターナー、ブライアン・フリンと共にマイアミ・マーリンズへ移籍した。8月14日のフィラデルフィア・フィリーズ戦でメジャーデビューを果たした。

### ホワイトソックス時代
2014年12月8日にウェイバー公示を経てシカゴ・ホワイトソックスへ移籍した。
2015年は大半を傘下のAAA級シャーロット・ナイツで過ごしたが、2年ぶりにメジャーの舞台で試合に出場した。この年は14試合に出場して1本塁打を放ったが、打率.121という低率だった。守備では、14試合すべてでマスクを被り、無失策だったが、DRSは -2だった。また、盗塁を4回試みられて3回刺し、阻止率は75%と高かった。

### マリナーズ傘下時代
2016年3月12日にウェイバー公示を経てシアトル・マリナーズへ移籍した。4月6日に40人枠から外れる形でAAA級タコマ・レイニアーズへ配属された。この年はAAA級タコマで85試合に出場して打率.244、14本塁打、43打点を記録した。オフの11月7日にFAとなった。

### レッズ傘下時代
2016年12月3日にシンシナティ・レッズとマイナー契約を結んだ。
2017年は開幕から傘下のAAA級ルイビル・バッツでプレーしていたが、6月29日に自由契約となった。

### ホワイトソックス復帰
2017年6月29日にホワイトソックスとマイナー契約を結び、AAA級シャーロットへ配属された。8月26日にメジャー契約を結んでアクティブ・ロースター入りした。この年メジャーでは14試合に出場して打率.290、2本塁打、5打点を記録した。レギュラーシーズン終了後の10月4日に40人枠から外れる形でAAA級シャーロットへ配属され、9日にFAとなった。

### ブレーブス傘下時代
2017年12月4日にアトランタ・ブレーブスとマイナー契約を結び、2018年のスプリングトレーニングに招待選手として参加することになった。
2018年は開幕から傘下のAAA級グウィネット・ストライパーズでプレーしていたが、7月15日に自由契約となった。

### インディアンス傘下時代
2018年7月21日にクリーブランド・インディアンスとマイナー契約を結び、傘下のAAA級コロンバス・クリッパーズへ配属された。オフの11月2日にFAとなった。

### フィリーズ時代
2018年12月21日にフィリーズとマイナー契約を結び、2019年のスプリングトレーニングに招待選手として参加することになった。
2019年の開幕は傘下のAAA級リーハイバレー・アイアンピッグスで迎え、7月12日にメジャー契約を結んでアクティブ・ロースター入りした。翌日の7月13日にDFAとなり、15日にマイナー契約でAAA級リーハイバレーへ配属された。9月30日にFAとなった。

### ジャイアンツ時代
2020年1月18日にサンフランシスコ・ジャイアンツとマイナー契約を結び、スプリングトレーニングに招待選手として参加することになった。7月23日にメジャー契約を結んで40人枠入りした。7月28日にDFAとなり、8月1日にマイナー契約となった。

### ヤンキース時代
2020年8月26日に金銭トレードで、ニューヨーク・ヤンキースへ移籍した。対価として支払われた金額はわずか1ドルだった。レギュラーシーズン終了後の10月13日にFAとなったが、12月12日にマイナー契約で再契約を結んだ。
2021年は5月のマイナーリーグ開幕から傘下のAAA級スクラントン・ウィルクスバリ・レイルライダースでプレーし、7月16日にメジャー契約を結んでアクティブ・ロースター入りした。7月26日にマイナー契約となってAAA級スクラントンへ配属された。8月5日に再びメジャー契約を結んでアクティブ・ロースター入りした。8月17日にマイナー契約となってAAA級スクラントンへ配属された。10月5日に三たびメジャー契約を結び、ポストシーズン（ボストン・レッドソックスとのワイルドカードゲーム）のロースターに名を連ねたが、試合に出場することは無かった。オフの11月5日にFAとなったが、12月10日にマイナー契約で再契約を結んだ。
2022年も開幕をAAA級スクラントンで迎えた。5月22日にメジャー契約を結んでアクティブ・ロースター入りした。5月25日にDFAとなり、翌26日にマイナー契約となってAAA級スクラントンへ配属された。その後、28日に一度FAとなるも、翌29日に再びマイナー契約を結んだ。オフの11月10日に再度FAとなった。

### ブルージェイズ傘下時代
2023年1月6日にトロント・ブルージェイズとマイナー契約を結び、同年のスプリングトレーニングに招待選手として参加することになった。また、同日に傘下のAAA級バッファロー・バイソンズに配属された。ただ、この年はメジャーに昇格する機会が無いまま、7月13日に自由契約となった。この年はこれ以降、どの球団にも所属しなかった。

### レイズ時代
2024年1月8日にタンパベイ・レイズとマイナー契約を結び、同年のスプリングトレーニングに招待選手として参加した。併せて、同日中にAAA級ダーラム・ブルズに配属された。8月19日にベン・ロートベットが育休リスト入りしたことに伴って、2年ぶりにメジャーに昇格して3試合に出場したが、3試合に出場後の同月24日にロートベットの復帰に伴ってDFAとなり、2日後にウェイバー公示を経てAAA級ダーラムに降格した。レギュラーシーズン終了後の10月4日にFAとなった。

### マーリンズ復帰
2025年2月4日にメジャーデビューを飾ったチームであるマーリンズとマイナー契約を結び、10年ぶりに同チームに復帰することになった。同年のスプリングトレーニングには招待選手として参加した。4月11日にメジャー契約を結び、アクティブ・ロースター入りした。4月21日に広背筋の張りで、10日間の負傷者リスト入りし、5月24日に60日間の負傷者リストに移行した。7月14日にDFAとなり7月16日にAAA級ジャクソンビル・ジャンボシュリンプに降格した。8月5日にFAとなった。

### ヤンキース傘下復帰
2025年8月12日にニューヨーク・ヤンキースとマイナー契約を結び、AAA級スクラントン・ウィルクスバリ・レイルライダースに配属された。

## 詳細情報

### 年度別打撃成績
| 年 度    | 球 団    | 試 合 | 打 席 | 打 数 | 得 点 | 安 打 | 二 塁 打 | 三 塁 打 | 本 塁 打 | 塁 打 | 打 点 | 盗 塁 | 盗 塁 死 | 犠 打 | 犠 飛 | 四 球 | 敬 遠 | 死 球 | 三 振 | 併 殺 打 | 打 率 | 出 塁 率 | 長 打 率 | O P S |
| -------- | -------- | ----- | ----- | ----- | ----- | ----- | -------- | -------- | -------- | ----- | ----- | ----- | -------- | ----- | ----- | ----- | ----- | ----- | ----- | -------- | ----- | -------- | -------- | ----- |
| 2012     | MIA      | 31    | 113   | 100   | 14    | 29    | 8        | 0        | 3        | 46    | 8     | 1     | 1        | 0     | 0     | 13    | 2     | 0     | 16    | 1        | .290  | .372     | .460     | .832  |
| 2013     | MIA      | 67    | 243   | 223   | 11    | 47    | 9        | 0        | 1        | 59    | 18    | 0     | 0        | 0     | 3     | 15    | 1     | 2     | 53    | 8        | .211  | .263     | .265     | .528  |
| 2015     | CWS      | 14    | 36    | 33    | 3     | 4     | 1        | 0        | 1        | 8     | 6     | 0     | 0        | 0     | 1     | 2     | 0     | 0     | 8     | 1        | .121  | .167     | .242     | .409  |
| 2017     | CWS      | 14    | 36    | 31    | 4     | 9     | 1        | 0        | 2        | 16    | 5     | 0     | 0        | 0     | 0     | 3     | 0     | 2     | 14    | 0        | .290  | .389     | .516     | .905  |
| 2019     | PHI      | 1     | 1     | 1     | 0     | 0     | 0        | 0        | 0        | 0     | 0     | 0     | 0        | 0     | 0     | 0     | 0     | 0     | 1     | 0        | .000  | .000     | .000     | .000  |
| 2020     | SF       | 1     | 3     | 3     | 0     | 0     | 0        | 0        | 0        | 0     | 0     | 0     | 0        | 0     | 0     | 0     | 0     | 0     | 0     | 0        | .000  | .000     | .000     | .000  |
| 2021     | NYY      | 6     | 21    | 20    | 0     | 3     | 1        | 0        | 0        | 4     | 0     | 0     | 0        | 0     | 0     | 0     | 0     | 1     | 4     | 0        | .150  | .190     | .200     | .390  |
| 2022     | NYY      | 1     | 3     | 3     | 0     | 1     | 1        | 0        | 0        | 2     | 0     | 0     | 0        | 0     | 0     | 0     | 0     | 0     | 0     | 0        | .333  | .333     | .667     | 1.000 |
| 2024     | TB       | 3     | 9     | 9     | 0     | 1     | 0        | 0        | 0        | 1     | 0     | 0     | 0        | 0     | 0     | 0     | 0     | 0     | 2     | 0        | .111  | .111     | .111     | .222  |
| MLB：9年 | MLB：9年 | 138   | 465   | 423   | 32    | 94    | 21       | 0        | 7        | 136   | 37    | 1     | 1        | 0     | 4     | 33    | 3     | 5     | 98    | 10       | .222  | .284     | .322     | .606  |

- 2024年度シーズン終了時

### 年度別投手成績
| 年 度    | 球 団    | 登 板 | 先 発 | 完 投 | 完 封 | 無 四 球 | 勝 利 | 敗 戦 | セ 丨 ブ | ホ 丨 ル ド | 勝 率 | 打 者 | 投 球 回 | 被 安 打 | 被 本 塁 打 | 与 四 球 | 敬 遠 | 与 死 球 | 奪 三 振 | 暴 投 | ボ 丨 ク | 失 点 | 自 責 点 | 防 御 率 | W H I P |
| -------- | -------- | ----- | ----- | ----- | ----- | -------- | ----- | ----- | -------- | ----------- | ----- | ----- | -------- | -------- | ----------- | -------- | ----- | -------- | -------- | ----- | -------- | ----- | -------- | -------- | ------- |
| 2017     | CWS      | 1     | 0     | 0     | 0     | 0        | 0     | 0     | 0        | 0           | ----  | 4     | 1.0      | 1        | 1           | 0        | 0     | 0        | 0        | 0     | 0        | 1     | 1        | 9.00     | 1.00    |
| MLB：1年 | MLB：1年 | 1     | 0     | 0     | 0     | 0        | 0     | 0     | 0        | 0           | ----  | 4     | 1.0      | 1        | 1           | 0        | 0     | 0        | 0        | 0     | 0        | 1     | 1        | 9.00     | 1.00    |

- 2024年度シーズン終了時

### 年度別守備成績
捕手守備
| 年 度 | 球 団 | 捕手（C） | 捕手（C） | 捕手（C） | 捕手（C） | 捕手（C） | 捕手（C） | 捕手（C） | 捕手（C） | 捕手（C） | 捕手（C） | 捕手（C） |
| 年 度 | 球 団 | 試 合     | 刺 殺     | 補 殺     | 失 策     | 併 殺     | 守 備 率  | 捕 逸     | 企 図 数  | 許 盗 塁  | 盗 塁 刺  | 阻 止 率  |
| ----- | ----- | --------- | --------- | --------- | --------- | --------- | --------- | --------- | --------- | --------- | --------- | --------- |
| 2012  | MIA   | 28        | 191       | 16        | 2         | 1         | .990      | 6         | 22        | 18        | 4         | .182      |
| 2013  | MIA   | 65        | 440       | 42        | 5         | 5         | .990      | 9         | 50        | 36        | 14        | .280      |
| 2015  | CWS   | 14        | 82        | 3         | 0         | 1         | 1.000     | 2         | 4         | 1         | 3         | .750      |
| 2017  | CWS   | 6         | 23        | 1         | 0         | 0         | 1.000     | 0         | 5         | 4         | 1         | .200      |
| 2020  | SF    | 1         | 4         | 1         | 0         | 0         | 1.000     | 0         | 2         | 1         | 1         | .500      |
| 2021  | NYY   | 5         | 37        | 3         | 0         | 0         | 1.000     | 0         | 5         | 3         | 2         | .400      |
| 2022  | NYY   | 1         | 9         | 0         | 0         | 0         | 1.000     | 0         | 0         | 0         | 0         | ----      |
| MLB   | MLB   | 120       | 786       | 66        | 7         | 7         | .992      | 17        | 88        | 63        | 25        | .284      |

投手守備
| 年 度 | 球 団 | 投手（P） | 投手（P） | 投手（P） | 投手（P） | 投手（P） | 投手（P） |
| 年 度 | 球 団 | 試 合     | 刺 殺     | 補 殺     | 失 策     | 併 殺     | 守 備 率  |
| ----- | ----- | --------- | --------- | --------- | --------- | --------- | --------- |
| 2017  | CWS   | 1         | 1         | 1         | 0         | 0         | 1.000     |
| MLB   | MLB   | 1         | 1         | 1         | 0         | 0         | 1.000     |

一塁守備
| 年 度 | 球 団 | 一塁（1B） | 一塁（1B） | 一塁（1B） | 一塁（1B） | 一塁（1B） | 一塁（1B） |
| 年 度 | 球 団 | 試 合      | 刺 殺      | 補 殺      | 失 策      | 併 殺      | 守 備 率   |
| ----- | ----- | ---------- | ---------- | ---------- | ---------- | ---------- | ---------- |
| 2021  | NYY   | 1          | 4          | 0          | 0          | 1          | 1.000      |
| MLB   | MLB   | 1          | 4          | 0          | 0          | 1          | 1.000      |

- 2022年度シーズン終了時
- 各年度の太字はリーグ最高

### 記録
MiLB
- オールスター・フューチャーズゲーム選出：1回（2012年）

### 背番号
- 19（2012年 - 2013年、2024年8月20日 - 同月23日、2025年4月）
- 36（2015年）
- 44（2017年、2019年）
- 61（2020年）
- 62（2021年 - 2022年）